# 히루도키 시코쿠
히루도키 시코쿠(ひるどき四国, ひるどきしこく)는 NHK 마쓰야마 방송국에서 제작하고 있는 지역 로컬 프로그램이다.

## 방송 개요
NHK 마쓰야마 방송국이 2020년 3월 30일에 방송 시작해 시코쿠 지방을 위한 지역 정보 프로그램이다.

## 방송 시간
- 매주 월 ~ 목 오전 11시 45분 ~ 12시(15분)